# Superpuchar Europy UEFA 1980
Mecze o Superpuchar Europy 1980 zostały rozegrane 25 listopada i 17 grudnia 1980 roku pomiędzy Nottingham Forest, zwycięzcą Pucharu Europy Mistrzów Klubowych 1979/1980 oraz Valencią, triumfatorem Pucharu Zdobywców Pucharów 1979/1980. Valencia wygrała dwumecz stosunkiem bramek strzelonych na wyjeździe (w dwumeczu padł wynik 2:2), tym samym wygrywając Superpuchar Europy po raz pierwszy w historii klubu.

## Droga do dwumeczu

### Valencia CF
| Sezon   | Rozgrywki                 | Runda | Przeciwnik   | Dom             | Wyjazd          | Ogólnie         |
| ------- | ------------------------- | ----- | ------------ | --------------- | --------------- | --------------- |
| 1979/80 | Puchar Zdobywców Pucharów | 1R    | B1903        | 4–0             | 2–2             | 6–2             |
| 1979/80 | Puchar Zdobywców Pucharów | 2R    | Rangers      | 1–1             | 3–1             | 4–2             |
| 1979/80 | Puchar Zdobywców Pucharów | 1/4   | FC Barcelona | 4–3             | 1–0             | 5–3             |
| 1979/80 | Puchar Zdobywców Pucharów | 1/2   | FC Nantes    | 4–0             | 1–2             | 5–2             |
| 1979/80 | Puchar Zdobywców Pucharów | F     | Arsenal      | 0–0 (N), k: 5–4 | 0–0 (N), k: 5–4 | 0–0 (N), k: 5–4 |

### Nottingham Forest
| Sezon   | Rozgrywki     | Runda | Przeciwnik        | Dom     | Wyjazd  | Ogólnie |
| ------- | ------------- | ----- | ----------------- | ------- | ------- | ------- |
| 1979/80 | Puchar Europy | 1R    | Östers IF         | 2–0     | 1–1     | 3–1     |
| 1979/80 | Puchar Europy | 1/8   | Argeș Pitești     | 2–0     | 2–1     | 4–1     |
| 1979/80 | Puchar Europy | 1/4   | BFC Dynamo Berlin | 0–1     | 3–1     | 3–2     |
| 1979/80 | Puchar Europy | 1/2   | AFC Ajax          | 2–0     | 0–1     | 2–1     |
| 1979/80 | Puchar Europy | F     | Hamburger SV      | 1–0 (N) | 1–0 (N) | 1–0 (N) |

## Szczegóły meczu

### Pierwszy mecz
Pierwsze spotkanie finału odbyło się 25 listopada 1980 na City Ground w Nottingham. Frekwencja na stadionie wyniosła 12 463 widzów. Mecz sędziował Alexis Ponnet z Belgii. Mecz zakończył się zwycięstwem Nottingham Forest 2:1. Bramki dla Nottingham Forest strzelił Ian Bowyer w 57. i 89. minucie. Bramkę dla Valencii zdobył Darío Felman w 47. minucie. 
| 25 listopada 1980 | Nottingham Forest · Bowyer 57', 89' | 2:10:0 | Valencia CF · Felman 47' | City Ground, Nottingham Widzów: 12 463 Sędzia: Alexis Ponnet |
|                   |                                     |        |                          |                                                              |

| Nottingham Forest | Valencia |

| NOTTINGHAM FOREST |    |                   |     |     |
|                   |    |                   |     |     |
| BR                | 1  | Peter Shilton     |     |     |
| OB                | 2  | Viv Anderson      | 19' |     |
| OB                | 3  | Frank Gray        |     |     |
| OB                | 4  | Larry Lloyd       | 88' |     |
| OB                | 5  | Kenny Burns       |     |     |
| PO                | 6  | John McGovern (c) |     |     |
| PO                | 7  | Ian Bowyer        |     |     |
| PO                | 9  | Gary Mills        |     |     |
| PO                | 11 | John Robertson    | 56' |     |
| NA                | 8  | Peter Ward        |     | 76' |
| NA                | 10 | Ian Wallace       |     |     |
| Zmiany:           |    |                   |     |     |
| NA                | 22 | Raimondo Ponte    |     | 76' |
| Trener:           |    |                   |     |     |
| Brian Clough      |    |                   |     |     |

| VALENCIA CF        |    |                   |     |     |
|                    |    |                   |     |     |
| BR                 | 1  | Carlos Pereira    |     |     |
| OB                 | 2  | Ricardo Arias     |     |     |
| OB                 | 3  | Ángel Castellanos | 41' |     |
| OB                 | 4  | Daniel Solsona    |     |     |
| OB                 | 5  | Javier Subirats   |     |     |
| PO                 | 6  | Fernando Morena   |     |     |
| PO                 | 7  | Pepe Carrete      | 78' |     |
| PO                 | 8  | Manuel Botubot    |     |     |
| PO                 | 9  | José Cerveró      |     |     |
| NA                 | 10 | Enrique Saura (c) |     |     |
| NA                 | 11 | Darío Felman      |     | 86' |
| Zmiany:            |    |                   |     |     |
| NA                 | 22 | Orlando Jiménez   |     | 86' |
| Trener:            |    |                   |     |     |
| Bernadino Eladiran |    |                   |     |     |

### Drugi mecz
Drugie spotkanie finału odbyło się 17 grudnia 1980 na Estadi Luis Casanova w Walencji. Frekwencja na stadionie wyniosła 45 000 widzów. Mecz sędziował Franz Wöhrer z Austrii. Mecz zakończył się zwycięstwem Walencji 1:0 po bramce Fernando Moreny w 25. minucie. 
| 17 grudnia 1980 | Valencia CF · Morena 25' | 1:00:0 | Nottingham Forest | Estadi Luis Casanova, Walencja Widzów: 45.000 Sędzia: Franz Wöhrer |
|                 |                          |        |                   |                                                                    |

| Valencia | Nottingham Forest |

| VALENCIA CF        |    |                     |
|                    |    |                     |
| BR                 | 1  | José Manuel Sempere |
| OB                 | 2  | Ricardo Arias       |
| OB                 | 3  | Miguel Tendillo     |
| OB                 | 4  | Ángel Castellanos   |
| OB                 | 5  | Daniel Solsona      |
| PO                 | 6  | Javier Subirats     |
| PO                 | 7  | Mario Kempes        |
| PO                 | 9  | Manuel Botubot      |
| PO                 | 8  | Fernando Morena     |
| NA                 | 10 | José Cerveró        |
| NA                 | 11 | Enrique Saura (c)   |
| Trener:            |    |                     |
| Bernadino Eladiran |    |                     |

| NOTTINGHAM FOREST |    |                   |     |
|                   |    |                   |     |
| BR                | 1  | Peter Shilton     |     |
| OB                | 2  | Viv Anderson      |     |
| OB                | 3  | Bryn Gunn         |     |
| OB                | 5  | Larry Lloyd       |     |
| OB                | 4  | Kenny Burns       |     |
| PO                | 6  | John McGovern (c) |     |
| PO                | 7  | Martin O’Neill    | 30' |
| PO                | 8  | Raimondo Ponte    |     |
| PO                | 11 | Colin Walsh       |     |
| NA                | 9  | Trevor Francis    |     |
| NA                | 10 | Ian Wallace       |     |
| Trener:           |    |                   |     |
| Brian Clough      |    |                   |     |

| Superpuchar Europy (1980)  |
| -------------------------- |
| Hiszpania                  |
| Valencia CF Pierwszy Tytuł |